# イェンディ空港
イェンディ空港（Yendi Airport）はガーナのノーザン州イェンディにある空港。